# Corrent d'Açores
El Corrent d'Açores és un corrent generalment en sentit est o sud-est de l'Oceà Atlàntic del nord. És originat prop dels Grans Bancs de Terranova (45° N / 45°) on el Corrent del Golf se separa en dues branques, la branca del nord que esdevé el Corrent Atlàntic del Nord i la branca del sud el Corrent d'Açores, ja que aquestes illes són banyades pel corrent.

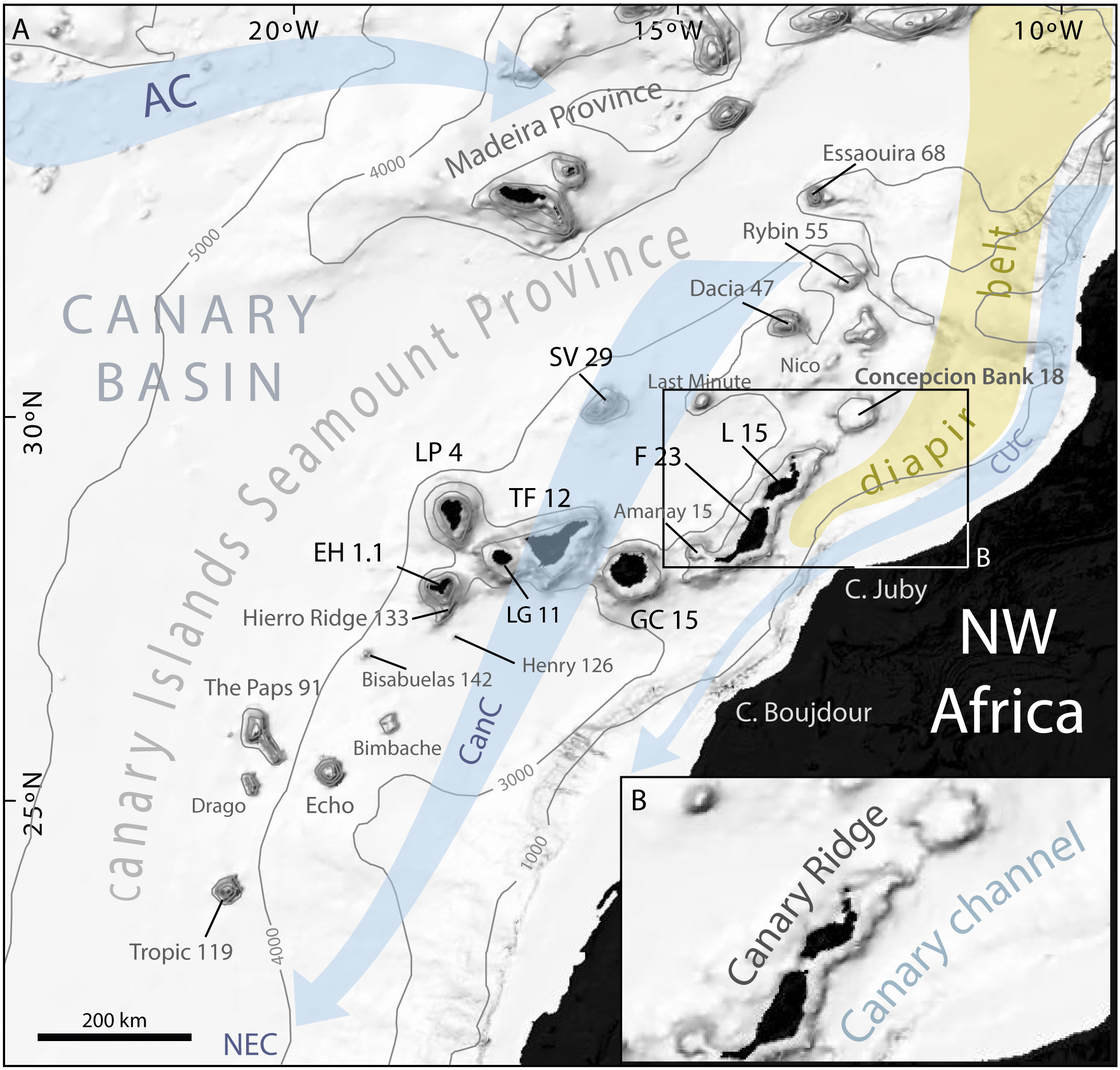
Representació del fons marí de les Illes Canàries amb l'arribada del Corrent d'Açores (AC) i el Corrent de Canàries (CanC)

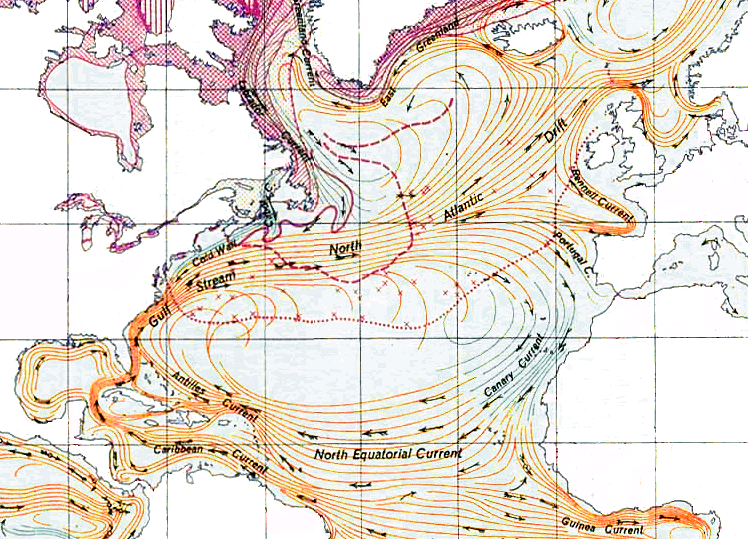
Representació antiga del gir de l'Atlàntic Nord, on no hi figura explícitament el Corrent d'Açores, el qual correspondria a la part inferior del flux paral·lela al Corrent de Portugal, i "precursora" del Corrent de Canàries.

El corrent de les Açores forma part del Gir de l'Atlàntic Nord; flueix cap al sud-est fins que travessa la cresta de l'Atlàntic mig. Després, va cap a l'est fins a apropar-se a la costa africana. Finalment, continua cap a l'est al Golf de Cadis o part de les seves aigües a l'Estret de Gibraltar.Investigacions recents suggereixen que l'evacuació d'aigua salada de la mar Mediterrània desempenya una funció en l'enfortiment del Corrent d'Açores.